# Romaszka (Ukraina)
Romaszka (ukr. Ромашка) – wieś na Ukrainie, w obwodzie winnickim, w rejonie czerniweckim. W 2001 roku liczyła 13 mieszkańców.

## Historia
W dniu 12 czerwca 2020 r ., zgodnie z rozporządzeniem Gabinetu Ministrów Ukrainy nr 707-r "W sprawie określenia centrów administracyjnych i zatwierdzenia terytoriów wspólnot terytorialnych obwodu winnickiego", stała się częścią wspólnoty osadniczej Czerniowce.
17 lipca 2020 r. w wyniku reformy administracyjno-terytorialnej i likwidacji rejonu czerniowieckiego wieś stała się częścią rejonu mohylewsko-podolskiego.